# Giovanni Goria
Pour les articles homonymes, voir Goria.
Giovanni Goria, né le 30 juillet 1943 à Asti (Piémont) et mort le 21 mai 1994 dans la même ville, est un homme d'État italien.

## Biographie
Né le 30 juillet 1943 à Asti, Giovanni Goria est le fils de Luigi, géomètre employé par la municipalité et Pierina Ferrero, épicière. Après avoir obtenu son diplôme de comptable, il s'inscrit à la faculté d'économie et de commerce de l'université de Turin, où il obtient son diplôme en 1967.
Giovanni Goria adhère à la Démocratie chrétienne italienne en 1960, exerçant des responsabilités locales au sein du parti.
En 1976, il est élu à la Chambre des députés.
Il exerce ensuite diverses responsabilités ministérielles :
- du 28 juin 1981 au 23 août 1982 : sous-secrétaire d'État chargé du Bilan, dans le gouvernement Spadolini,
- du 1er décembre 1982 au 4 août 1983 : ministre du Trésor, dans le 5e gouvernement Fanfani,
- du 4 août 1983 au 1er août 1986 : ministre du Trésor, dans le 1er gouvernement Craxi,
- du 1er août 1986 au 17 avril 1987 : ministre du Trésor, dans le 2e gouvernement Craxi,
- du 17 avril 1987 au 28 juillet 1987 : ministre du Trésor et, par intérim, ministre du Bilan et de la Programmation économique, dans le 6e gouvernement Fanfani[1].

Sa carrière politique culmine, du 28 juillet 1987 au 11 mars 1988, lorsqu'il exerce les fonctions de président du Conseil des ministres italien.
Il est élu au Parlement européen, en juin 1989, mais abandonne son mandat en 1991, après son retour au gouvernement.
Il exerce à nouveau des fonctions ministérielles dans deux gouvernements :
- du 12 avril 1991 au 24 avril 1992 : ministre de l'Agriculture et de la Foêt, dans le 7e gouvernement Andreotti,
- du 28 juin 1992 au 28 avril 1993, ministre des Finances, dans le 1er gouvernement D'Amato[1].

Impliqué dans le scandale politico-financier révélé par l'« Opération Mains propres » (Mani pulite), il est contraint à la démission, en même temps que son parti, la Démocratie chrétienne, doit se résoudre à l'auto-dissolution.
Atteint d'une longue maladie, Giovanni Goria meurt dans sa ville natale, le 21 mai 1994, avant la fin de l'instruction judiciaire ouverte contre lui.

## Source de traduction
- (it) Cet article est partiellement ou en totalité issu de l’article de Wikipédia en italien intitulé « Giovanni Goria » (voir la liste des auteurs).